# Егричка (природный парк)
Природный парк Егричка (серб. Парк природе Јегричка) — природный парк в Сербии, который расположен на территории Воеводины в пределах общин Бачка-Паланка, Темерин, Врбас и Жабаль. Охватывает площадь 11.144 га и 81 ар. Под защитой государства как значимый природный объект III категории. В то время как в соответствии с классификацией МСОП, объект V категории (охраняемый ландшафт/акватория). Природный парк находится в среднем течении одноимённой реки.
Природный парк находится под угрозой со стороны бытовых отходов, сточных вод, резки и сжигания тростника, пестицидов из окружающих полей и браконьерства.

## Географические особенности
Природный парк расположен в регионе Бачка, где преобладают речные, болотистые и прудные биотопы. Зарастает камышом и лугами. Парк расположен на высоте около 70 метров. Климат умеренно континентальный, лето длинное и теплое, а зимы часто суровы. Важнейший речной водоток — Егричка, большая часть которого защищена законом в связи с естественными особенностями.

## Растительный и животный мир
В парке произрастают 80 видов водных и болотных растений, многие из которых находятся под защитой — кувшинка белая (Nymphea alba), болотный папоротник (Thelypteris palustris), рогульник плавающий (Trapa natans), пузырчатка обыкновенная (Utricularia vulgaris) и др.
Животный мир включает в себя около 150 зарегистрированных видов животных, многие из которых являются редкими и находящимися в опасности — большая выпь (Botaurus stellaris), черношейная поганка (Podiceps nigricollis), белоглазый нырок (Aythya nyroca), широконоска (Anas clypeata), серый гусь (Anser anser), болотный лунь (Circus aeroginosus), малый погоныш (Porzana parva), варакушка (Luscinia svecica), белощёкая и чёрная болотная крачка (Chlidonias hybridus, Ch. niger). Егричка является и важным убежищем выдры, что указывает на здоровую, богатую и чистую среду обитания рыбного фонда, который включает около 80 автохтонных и аллохтонных видов.

## Меры защиты
На территории природного парка Егричка в целях сохранения природных ценностей в качестве мер защиты применяется ограниченное использование пестицидов, запрет на резку тростника, меры относительно правил поведения и сбора отходов. В защищённом пространстве осуществляется научно-исследовательская работа, туризм и отдых, обучение, благоустройство берегов и склонов, а также мониторинг видов.